# Zughakenleistung
Die Zughakenleistung ist eine Kenngröße, die häufig für Zug- und Schleppfahrzeuge des Schienen- und Straßenverkehrs sowie auch für Landmaschinen, Baufahrzeuge und Schlepper angegeben wird.
Die Zughakenleistung bezeichnet die Leistung, die nach Abzug aller Verluste und Nebenbetriebe der Fahrzeugmaschinerie an der Zugeinrichtung (Zughaken, Kupplung etc.) maximal verfügbar ist.
Die Größenangabe erfolgt als Leistungsangabe in PS oder Kilowatt und ist nicht mit der Zugkraft zu verwechseln, die in Newton bzw. N, kN etc. angegeben wird. In Katalogen von einschlägigen Maschinen und Fahrzeugen erfolgt unter dem Titel „Zughakenleistung“ dennoch vielfach und formal nicht korrekt die Angabe einer Zugkraft-Dimension. Richtiger in diesem Zusammenhang wäre dann die gelegentlich, vor allem für Schleppschiffe verwendete Bezeichnung „Hakenzugkraft“.

## Schienenfahrzeuge
Die Zughakenleistung wurde bei Dampflokomotiven als am Zughaken verfügbare mechanische Leistung bezeichnet und in metrischen oder imperialen Leistungseinheiten (PS oder hp) angegeben.
Die spezielle Bezeichnung weist darauf hin, dass sich bei einer Dampflokomotive, je nach dem Ausgangspunkt der Messung, unterschiedliche Leistungen definieren lassen.
So wird neben der Kessel-Verdampfungsleistung die Indizierte Leistung anhand des ermittelten maximalen Dampf- bzw. Gasdruckes und der Kolbendruckfläche berechnet. Ein Teil dieser Ausgangsleistung geht jedoch an der nachfolgenden Triebwerksmaschinerie in Form von Reibungswärme der Kolben- und Treibstangenlagerung wieder verloren. Die Zughakenleistung erlaubt somit insbesondere eine Bestimmung der Wirkungsgrade unterschiedlicher Teile des Antriebs, der bei Dampflokomotiven insgesamt je nach Bauart und Betriebszustand im Bereich von 10 bis 15 % liegt.
Für andere Traktionsarten lassen sich im Grunde auch Zughakenleistungsangaben machen, doch ist das dort weniger gebräuchlich, da andere Antriebe einen höheren Wirkungsgrad haben und somit eher die Aggregatleistung angegeben wird (entsprechend der Kesselleistung bei der Dampflokomotive), so wird etwa bei Diesellokomotiven in der Regel die installierte Leistung angegeben. Einen Sonderfall stellen hierbei Elektroloks dar, deren max. Aggregatleistung vom Zeitraum, über den diese Leistung abgerufen wird, abhängig ist; so werden neben der Dauerleistung auch bisweilen der höherliegende Wert für Stunden- und Kurzzeitleistung angegeben.

### Ermittlung
Multipliziert man die indizierte Leistung PZi mit dem mechanischen Wirkungsgrad der Kolbenmaschine, erhält man die effektive Zughakenleistung. Da die Bestimmung des Wirkungsgrades allein eher aufwendig ist, ferner auch der aerodynamische individuelle Fahrwiderstand zu berücksichtigen ist, wurde die Zughakenleistung überwiegend auf Messfahrten ermittelt. Dazu wurde hinter der Lok ein Messwagen und dahinter ein genügend schwerer Güterzug oder eine Bremslokomotive mit entsprechend starker Beharrungsbremse (zum Beispiel Gegendruckbremse) angekoppelt. Durch Messung der Spannung an der Kupplung des Messwagens wird die Zugkraft der Lok ermittelt und die dabei erreichte Geschwindigkeit (Weg pro Zeitspanne) protokolliert. Hieraus lässt sich die jeweils erreichte Leistung als Produkt von Kraft und Geschwindigkeit berechnen („Leistung = Kraft mal Weg pro Zeitspanne“).
Die meist als Maximalwert ermittelte Zughakenleistung ist jedoch kein fester Wert, sondern nur für den jeweiligen Betriebszustand gültig, wobei vor allem die Geschwindigkeit und die klimatischen Bedingungen (zum Beispiel Höhenlage mit dünnerer Luft) verändernde Parameter sind. So muss die Angabe auch immer mit den Werten für diese Variablen begleitet werden, um einen sinnvollen Vergleich zuzulassen.